# Титце, Ганс
Ганс Карл Титце (нем. Hans Karl Tietze; 1 марта 1880, Прага, Цислейтания — 11 апреля 1954, Нью-Йорк, Нью-Йорк) — австрийско-американский историк искусства.

## Биография
Ганс Титце происходил из ассимилированной еврейской семьи, которая в 1894 году переехала из Праги в Вену и приняла протестантское вероисповедание. Ганс изучал историю искусства в Венском университете под руководством Франца Викхоффа и Алоиза Ригля. В 1903 году получил докторскую степень, защитив диссертацию о развитии «типологического круга образов в средние века» (Тypologischen Bilderkreises des Mittelalters). В 1905 году он женился на своей однокурснице Эрике Конрат. У них было две дочери и сыновья: Кристофер Титце (1908—1984), который стал медиком, и Андреас Титце (1914—2003), тюрколог, которым позднее, как и их родителям, пришлось эмигрировать.
Проведя два года в Риме, Ганс Титце в 1906 году стал членом Центральной комиссии по сохранению памятников (Zentralkommission für Denkmalpflege; позднее: Федеральное управление памятников). Макс Дворжак поручил ему разработку «топографических карт» произведений австрийского искусства. В 1908 году он закончил своё образование в университете, изучив галерею Аннибале Карраччи в Палаццо Фарнезе и работы римской мастерской этого художника. В 1909 году Ганс Титце стал приват-доцентом, в 1919 году — экстраординарным профессором.
В том же году Титце был назначен советником министра по музеям и сохранению памятников в Министерстве образования Австрии, где работал до 1925 года. В межвоенный период Титце, близкий к социал-демократической городской администрации «красной Вены», был убеждённым пропагандистом современного искусства. С момента установления фашистской диктатуры в 1933 году Ганс Титце часто бывал за границей. В 1938 году он, наконец, эмигрировал вместе с женой в США. В изгнании работал приглашённым профессором в Университете Толидо (Огайо, США, 1938—1939) и лишь незадолго до своей смерти был назначен лектором на один семестр в Колумбийском университете в Нью-Йорке.

## Научное творчество
Ганс Титце был разносторонним человеком и в своей научной работе и достиг результатов практически во всех областях историко-художественных исследований. Основные темы его трудов: творчество Альбрехта Дюрера, искусство Венеции XV—XVI веков, живопись австрийского барокко. Он также написал фундаментальные труды по истории культуры Вены. С 1921 по 1925 год опубликовал «Библиотеку истории искусств» (Bibliothek der Kunstgeschichte) в издательстве «Е. А. Зееман» в Лейпциге.
Будучи учеником Франца Викхоффа и Алоиза Ригля, Титце изначально находился под влиянием критического метода и аналитического мышления венской школы, которые он резюмировал в 1913 году в сборнике «Метод истории искусства». Однако впоследствии он примкнул к концепции своего старшего коллеги Макса Дворжака в направлении социо-культурно ориентированной, гуманитарной «истории искусств как истории духа» (Kunstgeschichte als Geistesgeschichte).
В качестве министерского чиновника Титце много сделал в деле сохранения австрийских художественных ценностей от требований о возмещении ущерба со стороны государств-победителей после окончания Первой мировой войны. Он разработал всеобъемлющую концепцию реорганизации музеев Вены, которая была реализована лишь частично, но её основные идеи актуальны и в наше время.
В своих полемических статьях и устных выступлениях он стремился выступать в качестве посредника между художниками и публикой на благо обеих сторон. Супруги Титце дружили со многими известными художниками и поддерживали современное искусство.

## Память

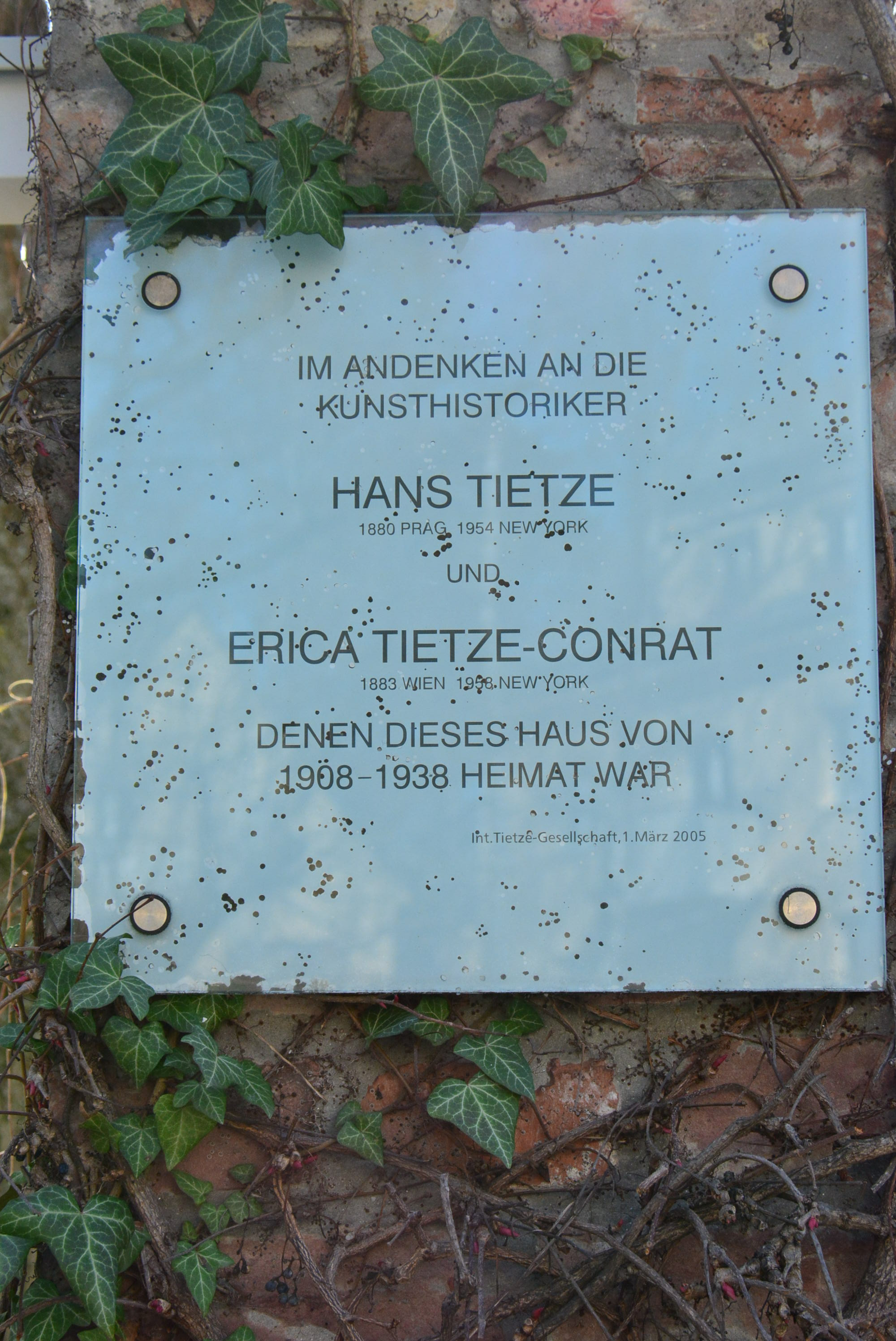
Мемориальная доска в Вене (Armbrustergasse, 20)

В 1909 году австрийский живописец Оскар Кокошка написал двойной портрет супругов Титце, который сейчас находится в Музее современного искусства в Нью-Йорке. Скульптор Георг Эрлих создал два бронзовых бюста Ганса и Эрики Титце (галерея Бельведер в Вене).
В 1965 году именем Ганса Титце была названа улица в Вене-Донауштадт (22-й район): Титцештрассе.
Осенью 2004 года в Вене было основано Международное общество Ганса Титце и Эрики Титце-Конрат, которое осуществляет деятельность по контролю за сохранением произведений искусства. По случаю 125-летия со дня рождения Ганса Титце в 1905 году в Вене по адресу Armbrustergasse 20, на доме, где жил и работал историк искусства, была открыта мемориальная доска.

## Основные работы Ганса Титце
- Иллюминированные рукописи в Зальцбурге (Die illuminierten Handschriften in Salzburg. Leipzig, 1905)

- Памятники бенедиктинского монастыря Святого Петра в Зальцбурге (Die Denkmale des Benediktinerstiftes St. Peter in Salzburg. Wien, 1913)

- Метод истории искусства (Die Methode der Kunstgeschichte. Leipzig, 1913)

- Современная немецкая графика (Deutsche Graphik der Gegenwart. Verlag E. A. Seemann, Leipzig, 1922. Bibliothek der Kunstgeschichte 37)

- Будущее музеев Вены (Die Zukunft der Wiener Museen. Wien, 1923)

- Гуманитарная история искусства (Geisteswissenschaftliche Kunstgeschichte. In: Johannes Jahn (Hrsg.): Die Kunstwissenschaft der Gegenwart in Selbstdarstellungen. Leipzig, 1924, S. 183—198)

- Живое знание искусства. О кризисе искусства и истории искусства (Lebendige Kunstwissenschaft. Zur Krise der Kunst und Kunstgeschichte. Wien, 1925)

- Критический каталог произведений Альбрехта Дюрера. Т. 1 (Kritisches Verzeichnis der Werke Albrecht Dürers. Augsburg, 1928)

- Искусство в наше время (Die Kunst in unserer Zeit. Wien, 1930)

- Вена. Культура — искусство — история (Wien. Kultur — Kunst — Geschichte. Wien-Leipzig, 1931)

- Евреи Вены. История — экономика — культура (Die Juden Wiens. Geschichte — Wirtschaft — Kultur. Wien-Leipzig, 1933)

- Тициан. Жизнь и работа (Tizian. Leben und Werk. Wien, 1936)

- Критический каталог произведений Альбрехта Дюрера. Т. 2 (Kritisches Verzeichnis der Werke Albrecht Dürers. 2. Basel-Leipzig, 1937—1938)

- Рисунки венецианских художников в XV и XVI веках (The Drawings of the Venetian Painters in the 15th and 16th Centuries. New York 1944, gemeinschaftlich mit E. Tietze-Conrat)

- Тинторетто. Живопись и рисунки (Tintoretto. Gemälde und Zeichnungen / Tintoretto. The Paintings and Drawings. Phaidon, London, 1948)

- Дюрер как рисовальщик и акварелист (Dürer als Zeichner und Aquarellist. Wien, 1951)